# Майсбург
Майсбург (нім. Meisburg) — громада в Німеччині, розташована в землі Рейнланд-Пфальц. Входить до складу району Вульканайфель. Складова частина об'єднання громад Даун.
Площа — 7,05 км2. Населення становить 234 ос. (станом на 31 грудня 2020).

## Географії

### Сусідні міста та громади
Майсбург межує з 7 містами / громадами:
- Денсборн
- Дойдесфельд
- Оберкайль
- Зальм
- Шуц
- Валленборн
- Вайденбах

## Галерея

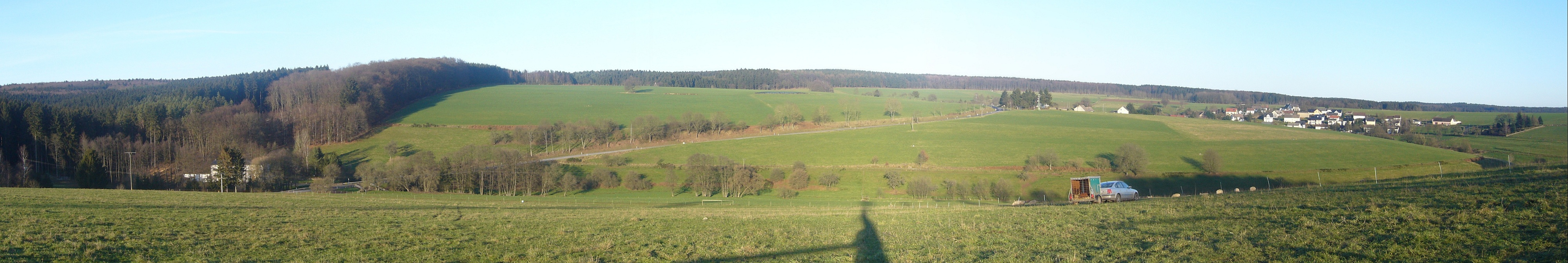